# Brigitte und Regine

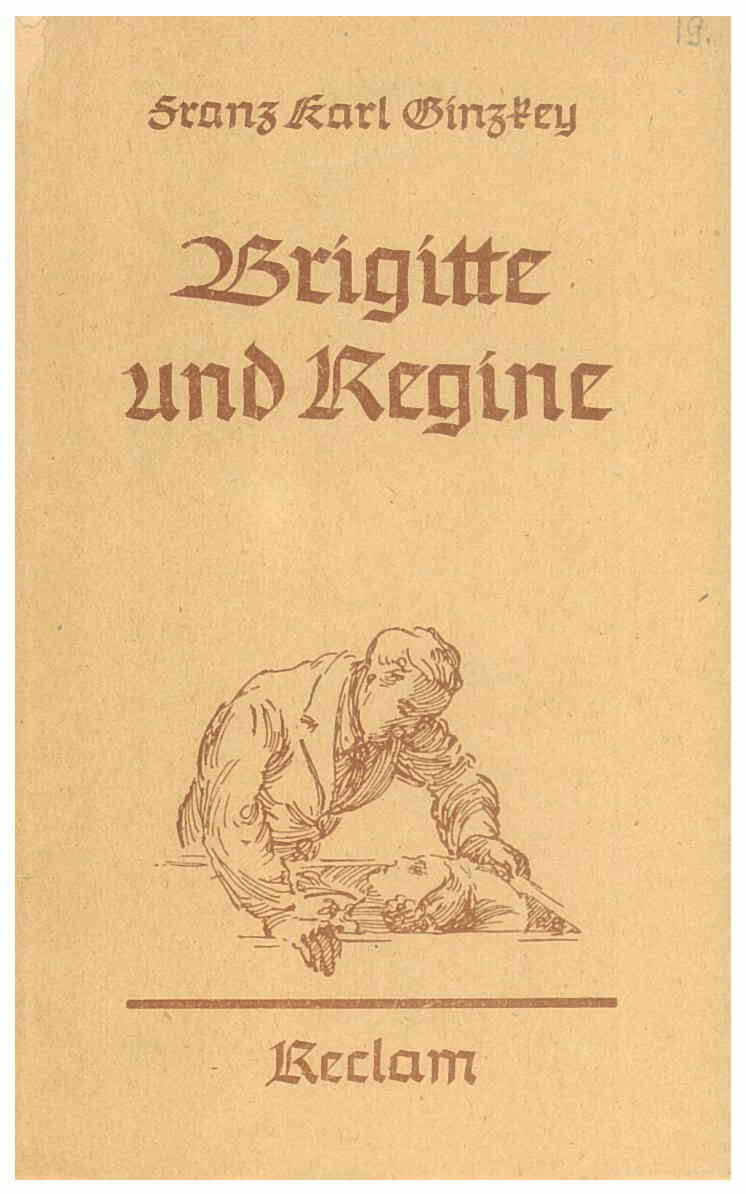
Brigitte und Regine. Ausgabe Reclam 1934

Brigitte und Regine ist eine Novelle des österreichischen Schriftstellers Franz Karl Ginzkey, die erstmals 1922 erschien. Die erste Einzelausgabe erschien 1923 mit sieben Farbbildern von Erwin Tintner auf Büttenpapier. Ginzkey thematisiert in der Novelle das gewandelte Mann-Frau-Verhältnis zu Beginn des 20. Jahrhunderts.

## Inhalt
Der Autor und Ich-Erzähler lädt seinen Schriftstellerkollegen Helbing in seine Kabane im Strombad Kritzendorf ein. Sie beobachten die zahlreichen Badegäste, die sich leicht bekleidet am Wasser drängen. Helbing ist seltsam berührt von den Badenden, deren Weiblichkeit kaum verhüllt ist. Da beschließt er, dem Autor seine Geschichte zu erzählen, um diesem verständlich zu machen, warum er gerade hier so seltsame Empfindungen hat. Durch die Schilderung der vergangenen Ereignisse möchte er zudem eine Art Seelenreinigung vornehmen, da er bisher nie darüber gesprochen hatte und alles mit sich allein herumgetragen hatte.
Gerade hier im Strombad Kritzendorf endete die Beziehung Helbings zu Brigitte. Sie war im Äußeren einer Frau sehr ähnlich, die er zuvor gekannt hatte. Er war mit Brigitte verlobt. So wie die anderen Frauen auch kleidete sie sich zum Baden nur leicht, was Helbing missfiel. Der Gedanke, dass andere das sehen konnten, was ihm lieb und wert war, war für ihn schwer erträglich. Ein Mann, der mit Brigitte im Bad plauderte, maß ihre Formen sehr aufmerksam, wie Helbing bemerkte. Er konnte sich nicht länger beherrschen und bot seiner Braut einen Bademantel an, den sie ausschlug. Nach diesem scheinbar belanglosen Vorfall trennten sich die beiden.
Der Grund, warum diese Beziehung zu Ende gegangen war, lag bei einer Frau, die Helbing zuvor gekannt hatte. Er hielt sich auf Einladung eines bekannten Barons auf dessen Schloss im Hochschwabgebiet auf, um dort ungestört und in Ruhe arbeiten zu können. Als er seine Zimmer aufsuchte, so fiel im dort eine Tür auf, der er aus Neugierde folgte und zu einer kleinen Treppe gelangte, die ins Erdgeschoss führte. Beim Rückweg fiel ihm ein kleines Fensterchen auf, das er zuerst gar nicht bemerkt hatte. Als er hindurchblickte (es war schon dunkel), sah er in einem Haus gegenüber eine Frau, die sich in ihrem Zimmer entkleidete und wusch. Fasziniert von diesem Anblick, versuchte Helbing herauszubekommen, was das für ein Haus und welche Frau das ist. Abend für Abend beobachtete er sie heimlich, und der anfänglichen körperlichen Anziehung folgte bald eine tiefere Empfindung für sie. Es handelte sich um eine alleinstehende Lehrerin namens Regine, die im Schulhaus neben dem Schloss wohnte. Die Schlosswand an dieser Seite schien fensterlos zu sein, da die Luke für sie nicht zu sehen war. Als er sie ansprechen wollte, war sie zu einer Wanderung auf den Hochschwab aufgebrochen. Er folgte ihr, konnte sie aber nicht einholen. Als er zurückkehrte, erfuhr er, dass sie abgestürzt war und nun tot sei. Er wich nicht von ihrer Seite bis zum Begräbnis und auch danach hatte er weiteren Kontakt zu Reginens Mutter. Sie erzählte ihm vieles aus ihrer Kindheit und Jugend und übergab ihm zum Schluss sogar ihr Tagebuch, das sie bis kurz vor ihrem Tod geführt hatte. Helbing kannte Regine einerseits gar nicht und andererseits kannte er sie so gut. Er war von den Vorfällen so mitgenommen, dass er ihre Mutter sogar um die Hand ihrer toten Tochter bitten wollte.
Das war nun der Grund, warum Helbing so merkwürdig fühlte, wenn er leichtbekleidete Frauen sah. Er blieb auch weiterhin in dieser Beziehung ein rettungsloser Romantiker.

## Ausgaben
- Von wunderlichen Wegen. Sieben Erzählungen. L. Staackmann, Leipzig 1922.
- Brigitte und Regine. Novelle. Staackmann, Leipzig 1923.
- Brigitte und Regine und andere Dichtungen. Mit einem Nachwort von Stefan Zweig. Reclam, Leipzig 1924.
- Brigitte und Regine. Novellen. Mit einem Nachwort von Karl Hans Strobl. Neuausgabe. Reclam, Leipzig 1934.
- Ausgewählte Werke in vier Bänden. Bd. 2 Novellen. Kremayr & Scheriau, Wien 1960.